# Георг Бюхнер
Карл Георг Бюхнер (на немски: Karl Georg Büchner) е германски писател, драматург, лекар, философ и революционер.

## Биография и творчество

### Произход и младежки години (1813 – 1833)
Георг Бюхнер е роден на 17 октомври 1813 година в Годелау, Хесен-Дармщат, първото от осемте деца в семейството на Карл Ернст Бюхнер и съпругата му Каролине Бюхнер (по баща Ройс).
През 1816 г. родителите му се преместват в Дармщат, където бащата работи като лекар. През 1821 г. 8-годишният Георг е записан в школата на теолога Карл Вайтерсхаузен, където до 1830 г., наред с други дисциплини, изучава френски, латински, гръцки и италиански.
Навършил 18 години, през ноември 1831 г., се записва за студент във Факултета по медицина към Университета в Страсбург, където изучава анатомия до 1833 г. Живее в къщата на свещеника Йохан Якоб Йегле. В Страсбург преживява посрещането на победените генерали от потушеното въстание на поляците, както разказва в някои от многобройните си писма до родителите. Все повече се застъпва за политическа свобода.
През 1832 г. тайно се сгодява за Вилхемине Йегле. Годините си в Страсбург Бюхнер определя по-късно като най-щастливите в живота си.

### Университетът в Гисен (1833 – 1835)
През 1833 г. се премества в Университета в Гисен. Има право на само две години следване извън Хесен-Дармщад. В Хесен става свидетел на манипулациите и насилието от страна на управляващите. Страда от здравословни проблеми, физическото му състояние започва да се влошава. Измъчва го освен това не само раздялата с любимата му, но и политическата ситуация в раздробена Германия. Университетът в Гисен предлага също така по-малко възможности за развитие, отколкото Страсбург. Програмата предвижда занимания по химия, докато Бюхнер се интересува всъщност главно от философия и медицина. По-късно един от неговите доценти в Гисен, медикът Йохан Бернхард Вилбранд, се превръща в прототип на лишения от хуманност доктор в най-известната му пиеса Войцек.
Колегите му от университета са критични, но не и достатъчно радикални спрямо господстващата система. Със свой съученик от Дармщад, който следва заедно с него в Гисен, Бюхнер основава дружество за защита на човешките права. Към дружеството обаче се присъединяват малцина. През 1834 г. Бюхнер се среща с Фридрих Лудвиг Вайдиг – един от водачите на опозицията в Хесен-Дармщад. Става ясно, че възгледите им се различават. През юли 1834 г. излиза от печат брошурата Der hessische Landbote („Хесенският селски куриер“), която представлява призив към населението за революция срещу управляващите. Вайдиг променя и зачерква определени пасажи. Независимо от това, обикновените хора приемат революционния призив положително, за разлика от либералните опозиционери. Брошурата съдържа статистически данни, които показват колко данъци плаща обикновеният човек на управляващите.

### Бягство в Страсбург (1835 – 1836)
През 1835 г., в рамките на пет седмици, Бюхнер създава пиесата Danton's Tod („Смъртта на Дантон“). След като не се отзовава на призовка на съдията от Фридберг, бива обявен за издирване. На 9 март той избягва в Страсбург. Парите за бягството са предоставени от майка му в последния момент. Бащата прекъсва всякакъв контакт със сина си, но позволява на майката да продължи с финансовата помощ.
Пиесата „Смъртта на Дантон“ е публикувана през юли 1835 г. Тя описва драматичните събития на терора по време на Френската революция. През лятото на същата година Бюхнер превежда две драми на Виктор Юго: „Мария Тюдор“ и „Лукреция Борджия“. През есента на същата година започва работа върху новелата Lenz („Ленц“), посветена на писателя Якоб Михаел Райнхолд Ленц, един от най-известните представители на движението Буря и натиск.
През 1835 – 1836 г. отново посвещава време на науката, изучава нервната система на рибите и завършва дисертацията си на тази тема. Няколко месеца по-късно завършва комедията Leonce und Lena („Леонс и Лена“).

### Последни години (1836 – 1837)
Бюхнер представя работата си Mémoire sur le système nerveux du barbeau (Cyprinus Barbus L.) във Философския факултет на Университета в Цюрих през 1836 г. и същата година му е присъдена титлата доктор на философските науки. През октомври 1836 г. се премества в Цюрих и изнася първата си лекция. Лекциите му посещават обаче малко студенти. Още преди преместването си в Цюрих започва да работи върху пиесата Woyzeck („Войцек“), която остава фрагмент.
Подготвя лекции за следващия семестър, но плановете му да продължи преподавателската си дейност не се осъществяват, тъй като заболява тежко от тиф. Неговите съседи, германските бежанци Каролине и Вилхелм Шулц, с които поддържа приятелски отношения от времето на бягството си в Страсбург, се грижат за него и съобщават на годеницата му Вилхелмине. Умира на 19 февруари 1837 г. в присъствието на Вилхелмине и семейство Шулц. Няколкостотин души, сред които университетските колеги и кметовете на Цюрих, му отдават последна почит.

## Признание
През 1924 г. по време на Ваймарската република провинция Хесен учредява наградата „Георг Бюхнер“, която става най-престижното литературно отличие в немското езиково пространство. Присъжда се на творци, които произхождат от родното място на Бюхнер Хесен или са духовно свързани с тази провинция.

### Творби
- Der hessische Landbote, 1835 (Хесенският селски куриер, брошура)
- Dantons Tod, 1835 (Смъртта на Дантон, пиеса)
- Lenz, 1835 (Ленц, новела)
- Leonce und Lena, 1836 (Леонс и Лена, комедия)
- Woyzeck, 1837 (Войцек, пиеса – фрагмент)
- Pietro Aretino (пиеса, ръкописът се смята за изчезнал)

### Преводи
- Lucretia Borgia, 1835 (Лукреция Борджия, превод на драмата на Виктор Юго)
- Maria Tudor, 1835 (Мария Тюдор, превод на драмата на Виктор Юго)

## Музикални творби по произведения на Бюхнер
- Албан Берг: Войцек, опера (1921)
- Готфрид фон Айнем: Смъртта на Дантон, опера (1947)
- Курт Швен: Леонс и Лена, опера (1960/1961)
- Волфганг Рим: Якоб Ленц, камерна опера (1977/1978)
- Паул Десау: Леонс и Лена, опера (1978)
- Том Уейтс: Blood Money, Songs zu Robert Wilssons Woyzeck-Inszenierung (2000)